# Prix Gémeaux du meilleur court métrage
Le prix Gémeaux du meilleur court métrage est une récompense télévisuelle remise par l'Académie canadienne du cinéma et de la télévision en 1987 et 1988, puis en 1992, 2009 et 2010.

## Palmarès
- 1987 - L'Objet
- 1988 - Élise et la Mère
- 1988 - Le Gros De La Classe
- 1992 - On a marché sur la Lune
- 2009 - Heidi
- 2010 - Loulou de Montmartre